# 권적운

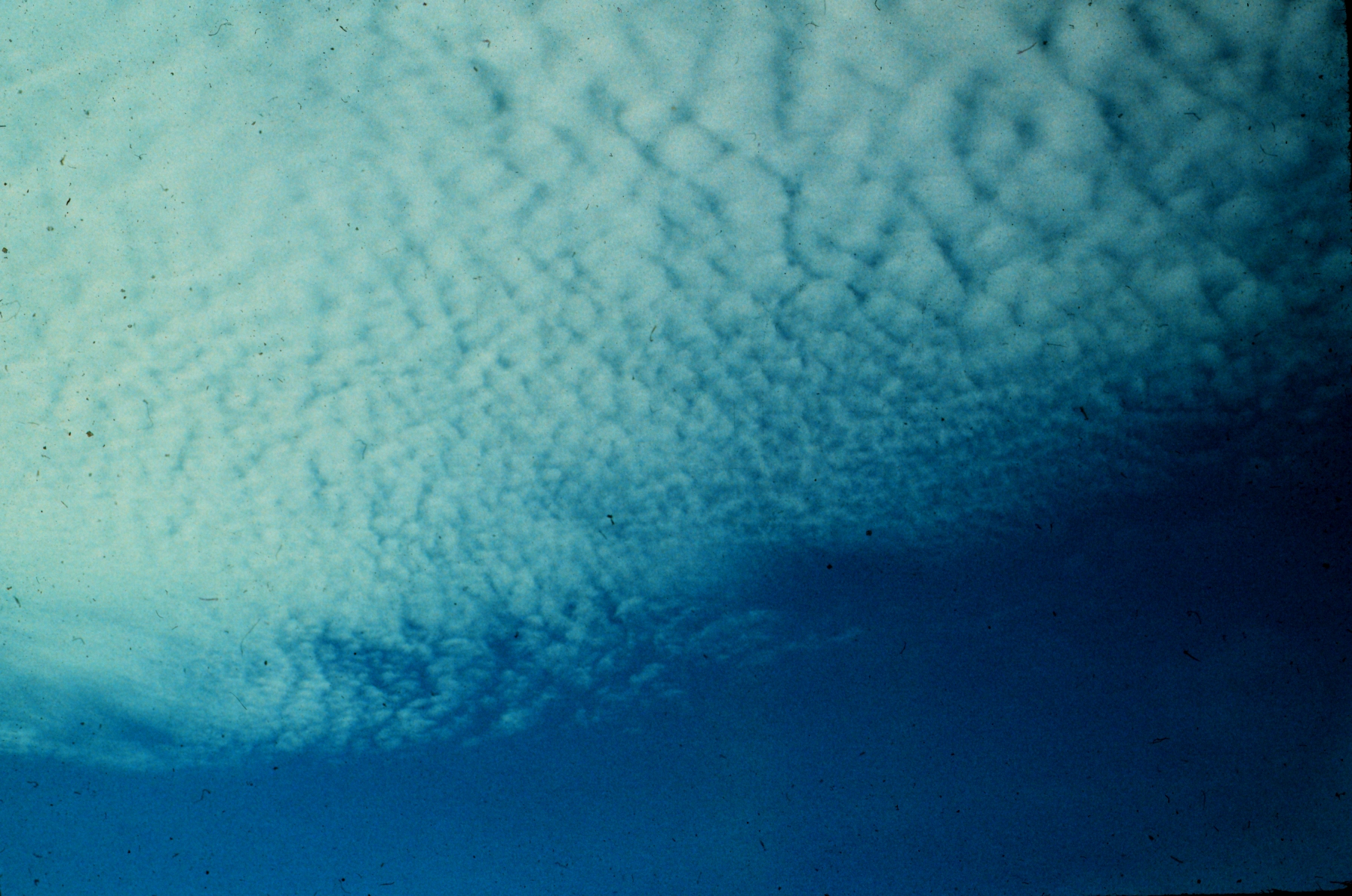
권적운

권적운(卷積雲)은 권운과 적운에서 파생된 상층운이다. 물결 모양 또는 생선 비늘 모양으로 나타나 비늘구름이라고도 하며, 털쌘구름, 조개구름이라고도 불린다.
이 구름은 빙정으로 이루어져 있으며 보통 5 ~ 13km의 고도에서 나타난다. 작은 구름은 서로 붙거나 떨어져 어느 정도 규칙적으로 배열한다. 짙은 먹구름은 아니며 구름을 통해서 태양이나 달의 위치를 알 수 있을 만큼 엷다. 때때로 무지갯빛 구름(채운)이 나타나는 일이 있다. 때때로 무지갯빛 구름이나 코로나를 볼 수 있다.
지금까지 발견된 권적운 중 거의 완전한 구형의 구멍이 중앙부근에 뚫려있는 구름이 발견된 사실이 있다. 주장되는 근거로는, 항공기로부터 의도적으로 만들어지거나, 로켓 실험, 자연적인 파괴과정(운석 등) 등이 주장되고 있다. 하지만 이 현상은 정확한 원인이 판별되지 않았고, 의견제기만 되어있는 상태이다.